# Claude Debussy

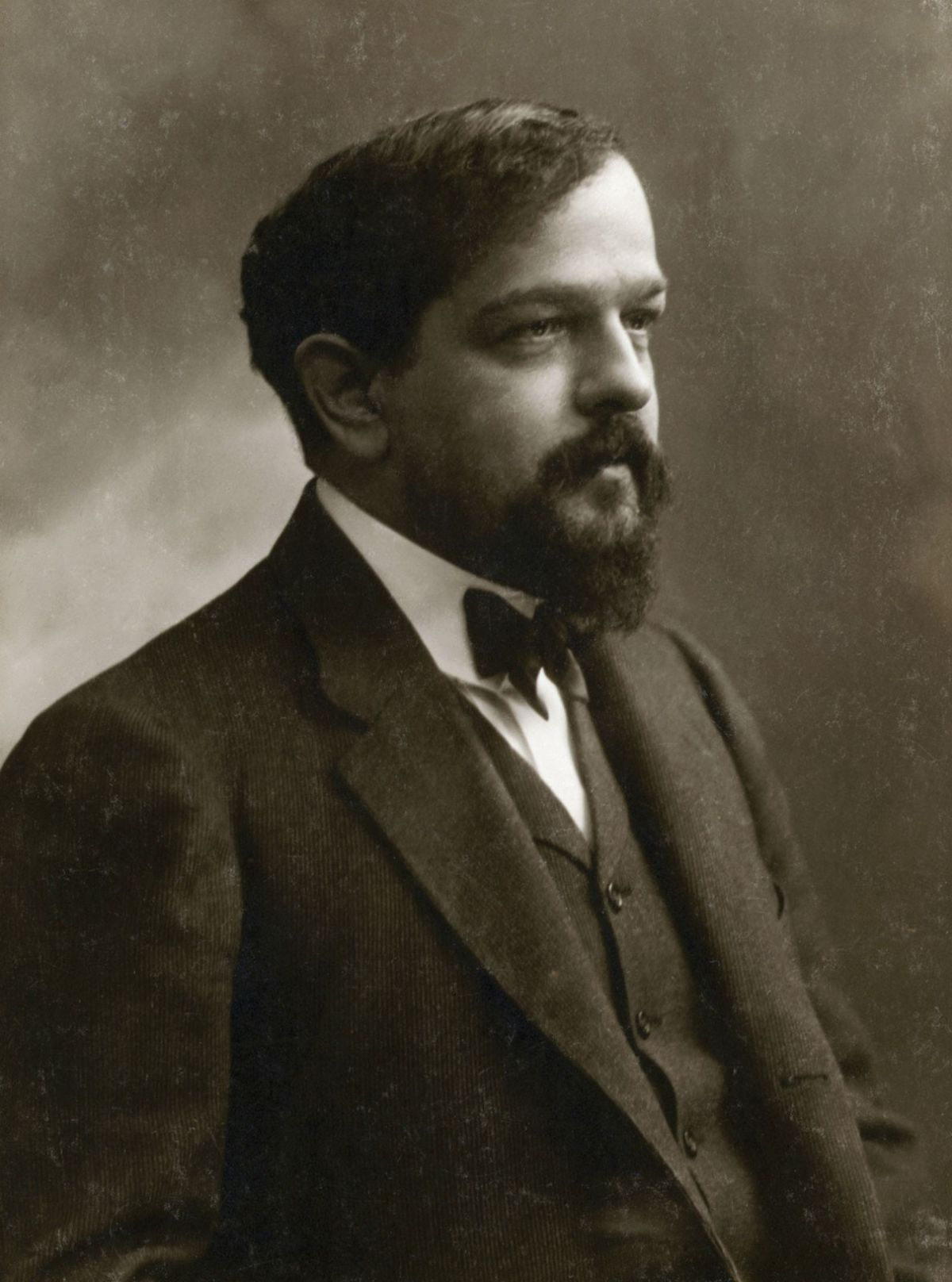
Claude Debussy, etwa 1908
(Foto von Nadar)

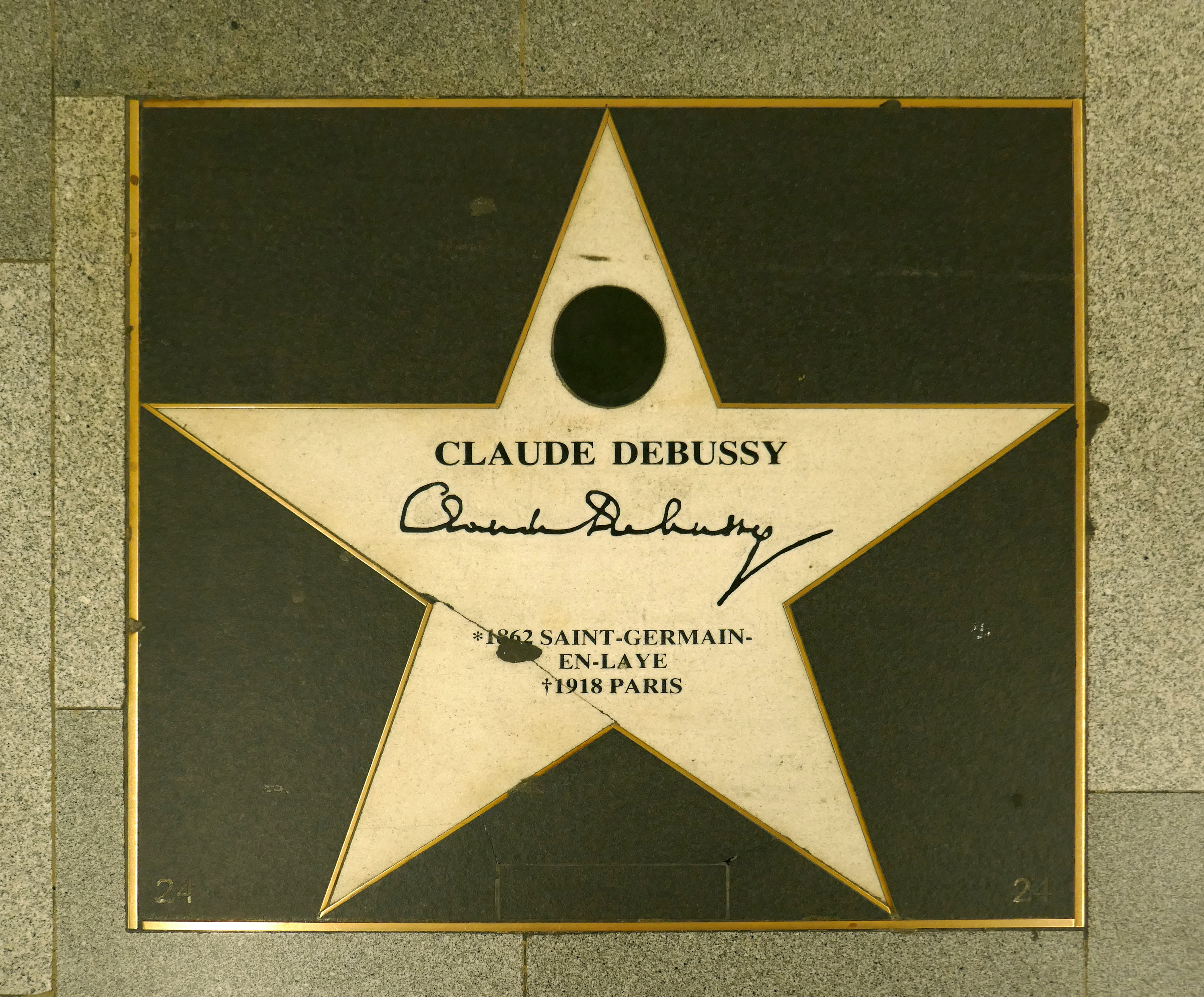
Musikmeile Wien

Achille-Claude Debussy (* 22. August 1862 in Saint-Germain-en-Laye; † 25. März 1918 in Paris) war ein französischer Pianist und Komponist des Impressionismus. Seine Musik gilt als Bindeglied zwischen Romantik und Moderne.

## Leben

### Kindheit

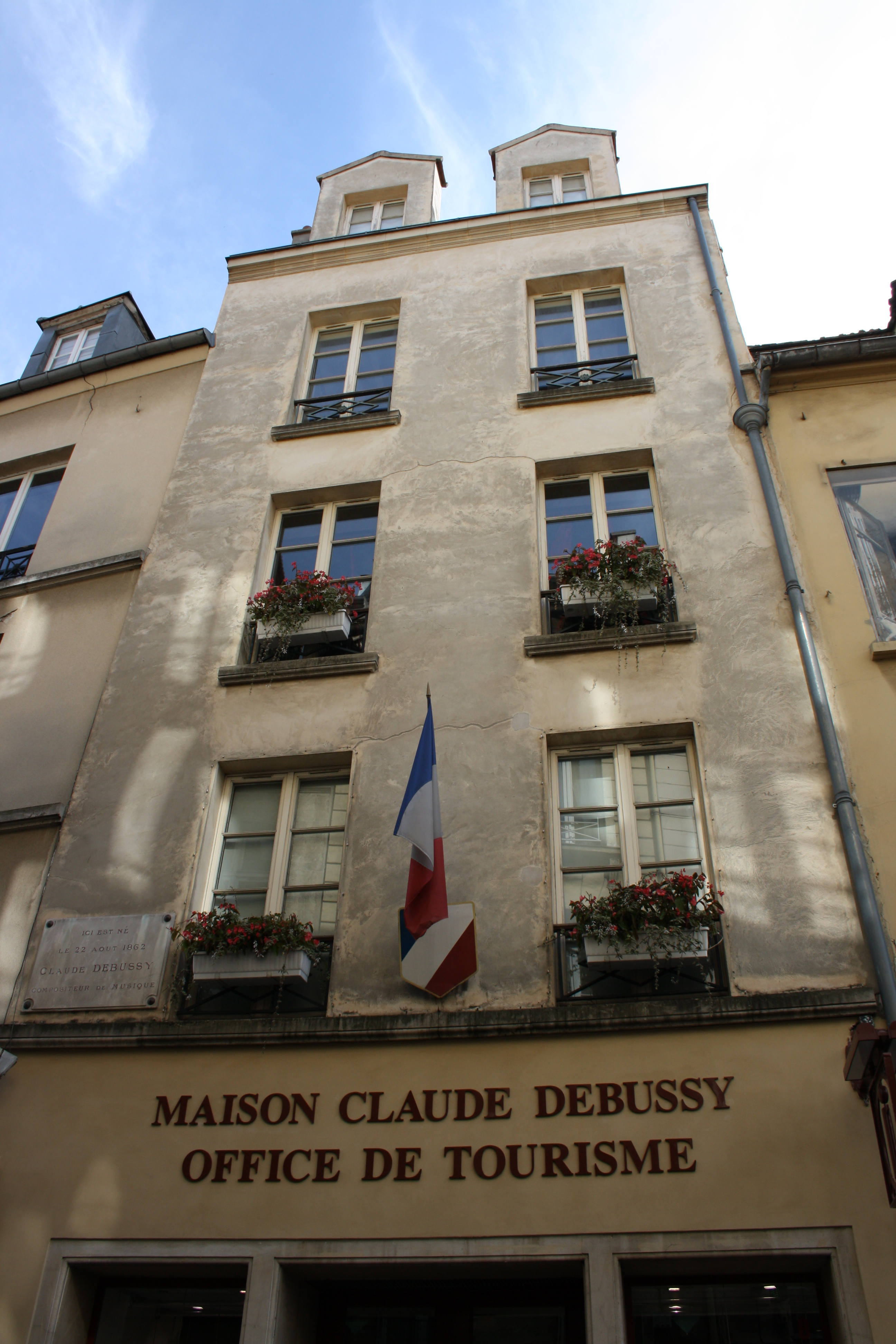
Geburtshaus mit dem Museum in der ersten Etage

Claude Debussy wurde 1862 als erstes von fünf Kindern als Sohn von Manuel-Achille Debussy (1836–1910) und seiner Frau Victorine Joséphine Sophie geb. Manoury (1836–1915) geboren. Getauft wurde er erst zwei Jahre später, was für die damalige Zeit sehr spät war. Seine Taufpaten waren der Bankier Achille Arosa und Debussys Tante Octavie de La Ferronière.
Debussy wuchs in bescheidenen Verhältnissen auf. Sein Vater führte ein Steingut- und Porzellangeschäft in Saint-Germain, das er wenige Jahre nach Debussys Geburt aufgeben musste, da es nicht rentabel war. Dann zog Manuel-Achille Debussy mit seiner Familie nach Paris und arbeitete als Buchhalter bei einer Eisenbahngesellschaft.
Claude Debussy besuchte nie eine Schule; die Grundlagen des Lesens, Schreibens und Rechnens vermittelte ihm seine Mutter. Er war sehr belesen und wurde 1901 Musikkritiker bei La Revue Blanche, einer der renommiertesten Zeitschriften über Literatur und Kunst Frankreichs in dieser Zeit. Alle seine Artikel wurden später unter „Monsieur Croche antidilettante“ gesammelt und herausgegeben. Der deutsche Verlag Reclam hat sie unter dem Titel „Sämtliche Schriften und Interviews zur Musik“ veröffentlicht. Die Artikel sind voller Scharfsinn.
Musik spielte im Hause Debussy keine besondere Rolle, aber der Vater mochte die Operette und soll seinen Sohn auch zu einigen Aufführungen mitgenommen haben. Als Kind besuchte Claude häufig seine Paten in Saint-Cloud und in Cannes. Die Erfahrung der ländlichen Umgebung war für ihn ein sehr gegensätzliches Erlebnis zu seinem normalen Alltag. Sein Pate Achille Arosa war es, der Debussy den ersten Klavierunterricht ermöglichte.
Zufällig wurde Madame Mauté de Fleurville, eine Frau aus wohlhabenden Kreisen, auf das Kind aufmerksam. Sie behauptete, eine Schülerin Chopins gewesen zu sein und bot den Eltern an, für Claudes Klavierausbildung zu sorgen. Innerhalb von zwei Jahren machte sie Debussy zu einem erfolgreichen Kandidaten für das Pariser Konservatorium. Bereits ein Jahr nach seiner Aufnahme besuchte Debussy die Oberklasse bei Antoine François Marmontel (1816–1898).

### Künstlerische Ausbildung
Die 13 Jahre des Musikstudiums, die Debussy ab seinem 10. oder 11. Lebensjahr am Konservatorium verbrachte, waren von sehr unterschiedlichen Erfahrungen geprägt. So brachte der 27-jährige Albert Lavignac dem Rebellentum seines jungen Schülers viel Sympathie entgegen, während Marmontel, schon 30 Jahre Dozent des Konservatoriums, dem Ungestüm der musikalischen Naturbegabung unbedingt Einhalt gebieten wollte. Er führte Debussy zu einigen Erfolgen: 1874 errang dieser in einem Konservatoriums-Wettbewerb durch die Darbietung des 2. Klavierkonzerts von Frédéric Chopin einen 2. Preis, mit Chopins Ballade in F-Dur erhielt er im darauffolgenden Jahr sogar den 1. Preis. Mit Ludwig van Beethoven, Robert Schumann, Carl Maria von Weber und dem Konzert-Allegro von Chopin blieb er in der Folgezeit indessen unerwartet erfolglos. „Debussy entwickelt sich zurück“, bemerkte ein Chronist der Wettbewerbe spöttisch.
Die Misserfolge bewirkten in Debussys Leben eine Zäsur: Er nahm Abstand davon, Klaviervirtuose zu werden. Den Ausgleich hierfür hatte er schnell gefunden. Zwar war er im Klassenverbund genussvoll zelebriertes Opfer des Dozenten Émile Durand, dem die zahlreichen Verstöße Debussys gegen die tradierten Regeln der Harmonielehre missfielen, doch im Fach Klavierbegleitung, das ein gewisses Maß an Improvisationstalent voraussetzte, war er erfolgreich. Einen 1. Preis in einem der Fächer musste man haben, um in die Kompositionsklasse aufgenommen zu werden. Mit dem 1. Preis im Fach Klavierbegleitung erreichte Debussy schließlich die Aufnahme in diese Kompositionsklasse.

#### Europareise und Weiterbildung am Konservatorium
Debussy war 1880 im Alter von 18 Jahren noch nicht in der Lage, mit Musik allein sein Geld zu verdienen. Daher nahm er die Gelegenheit wahr, Nadeschda Filaretowna von Meck (die auch Peter Tschaikowski ein Leben lang unterstützte) auf ihren Reisen durch Europa zu begleiten und ihren Kindern Klavierunterricht zu erteilen. Debussy begleitete sie durch Frankreich, Italien und die Schweiz. Der Kontakt zur Familie Meck riss auch in der Folgezeit nicht ab, was Debussy finanziell zugutekam. In seiner Fortbildung am Konservatorium studierte Debussy bei Ernest Guiraud.

#### Prix de Rome
Der Prix de Rome war zu Debussys Zeit die höchste Auszeichnung, die einem französischen Komponisten zuteilwerden konnte. Im Januar eines jeden Jahres gab es eine Zulassungsprüfung; war diese bestanden, mussten sich die Aspiranten im Mai einer Vorrunde stellen. Vorzulegen waren eine vierstimmige Fuge und nach verbindlich vorgegebenem Text ein Chorwerk; die beiden Kompositionen waren in sechs Tagen in Klausur zu fertigen. Nur maximal sechs Teilnehmer wurden zur Schlussrunde zugelassen. In dieser bestand die Aufgabe in der Vertonung eines ebenfalls vorgegebenen Textes als zwei- oder dreistimmige Kantate. Der Gewinner des Prix de Rome – der erste Preis wurde aber nicht zwingend vergeben – erhielt ein vierjähriges Stipendium für den Besuch der Académie des Beaux-Arts.
Anfangs war Debussy wenig begeistert von der Idee, er solle an diesem Wettbewerb teilnehmen. Aber seine Teilnahme war sehr erfolgreich: 1883 belegte er den 2. Platz, 1884 schließlich ging er mit der Kantate L’Enfant prodigue als Sieger hervor. Nun durfte er vier Jahre lang auf Staatskosten in der römischen Villa Medici seinen musikalischen Studien nachgehen.

#### Villa Medici
Den Aufenthalt in der Villa Medici – den er übrigens 1887 vorzeitig abbrach – empfand Debussy als quälend. Mit seinen Kommilitonen konnte oder wollte er nicht recht warm werden, und er klagte über sein „Sträflingsschicksal“:

„Ich versuche zu arbeiten, ich kann nicht. […] Im übrigen wissen Sie, wie sehr ich die Musik liebe und können mir glauben, wie sehr mein gegenwärtiger Zustand mir zuwider ist. […] Sie sprechen von Sicherheit, die durch die Villa garantiert wird; ach! Ich würde Gott weiß was darum geben, etwas weniger davon zu haben, zu welchem Preis es auch sei; denn sie bedrückt mich und hindert mich am wirklichen Leben.“

Im Frühjahr 1886 entzog er sich zeitweilig dem Anstaltsleben und reiste nach Paris. Dort machte er Bekanntschaft u. a. mit Franz Liszt, Giuseppe Verdi und Ruggero Leoncavallo. Das Stipendium war allerdings nicht dafür gedacht, die finanzierte Zeit mit Nichtstun herumzubringen. Debussy musste Ergebnisse seiner Kompositionsstudien vorlegen.
Seine erste Sendung aus Rom, eine Ode mit dem Titel Zuleima, wurde kühl aufgenommen. Die Akademie bemerkte:

„Monsieur Debussy scheint gegenwärtig von dem Wunsch besessen, etwas Bizarres, Unverständliches, Unaufführbares zu schaffen. Wenn auch einige Stellen einen gewissen persönlichen Charakter aufweisen, so bietet doch die Vokalpartie nichts Interessantes, weder in melodischer noch in deklamatorischer Hinsicht. Die Akademie will hoffen, dass Zeit und Erfahrung in den Ideen und Werken des Herrn Debussy heilsame Veränderungen bewirken werden.“

Die nachfolgenden Stücke, die Debussy als Ergebnis seiner Studien vorlegte, wurden kaum besser bewertet, immerhin ließ sich die Akademie bei der dritten Sendung, La Damoiselle élue, dazu herab, dem Stück „Poesie“ und „Reiz“ zuzusprechen, was durch den „unbestimmten Charakter des Sujets gerechtfertigt“ sei. Als 1889 wie jedes Jahr eine Abschlussfeier mit den Absolventen der Akademie stattfand, verweigerte sich Debussy der Zeremonie.

### Zeitgenössische Kollegen

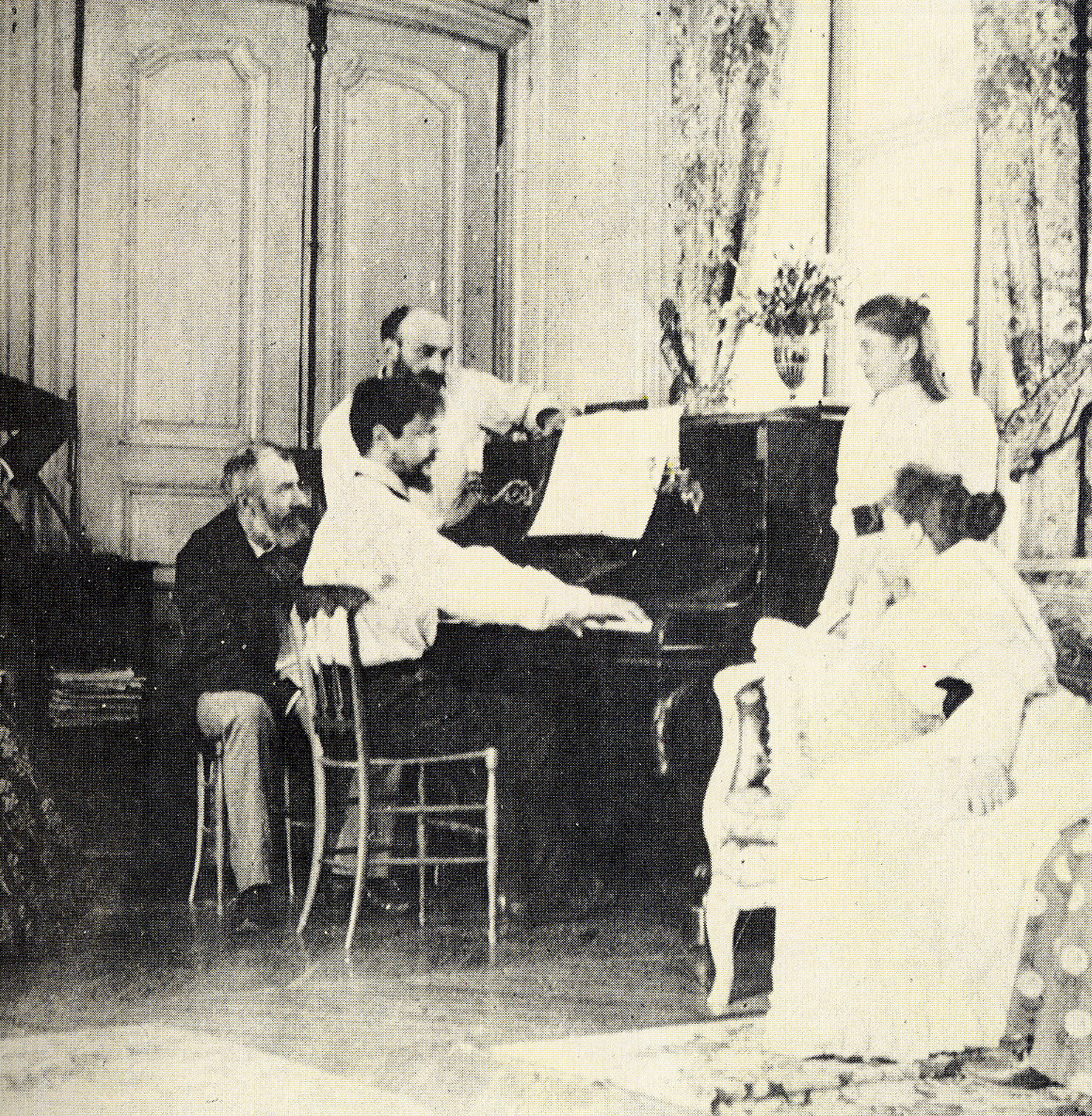
Debussy spielt vor Ernest Chausson, 1893

Debussys Einschätzung der Musik Richard Wagners wandelte sich im Laufe der Zeit, aber im Grunde mochte er Wagners Musik, insbesondere Tristan und Parsifal. Er hatte einige seiner Opern intensiv studiert, sagte aber von sich:

„Ich fühle mich nicht versucht, das nachzuahmen, was ich an Wagner bewundere. Ich habe eine andere Vorstellung von der dramatischen Form: Die Musik beginnt da, wo das Wort unfähig ist, auszudrücken. Musik wird für das Unaussprechliche geschrieben; ich möchte sie wirken lassen, als ob sie aus dem Schatten herausträte und von Zeit zu Zeit wieder dahin zurückkehrte; ich möchte sie immer diskret auftreten lassen.“

Mit seinem Zeitgenossen Erik Satie verband ihn eine Künstlerfreundschaft, die von gegenseitiger Bewunderung geprägt war. Beiden war die Bemühung um eine Überwindung tradierter musikalischer Formen gemeinsam. Während Satie den Weg der musikalischen Vereinfachung und Banalisierung einschlug und eine annähernde Formlosigkeit anstrebte, hielt Debussy in harmonischer wie formaler Hinsicht eine Alternative zur klassisch-romantischen Tradition für notwendig. Auf der Suche nach solchen Alternativen beschäftigte er sich ähnlich wie etwas später Béla Bartók intensiv mit traditioneller Musik aus außereuropäischen Kulturkreisen. Großen Einfluss übten so auf ihn die russische, die javanische und die arabische Musik aus, die 1889 mit der Weltausstellung nach Paris kam.
Debussy lernte auch Maurice Ravel kennen. Ihre distanzierte Freundschaft wurde durch eine kalkulierte Provokation des Musikkritikers Pierre Lalo zerrüttet, der Ravel unterstellte, den älteren Kollegen zu plagiieren.  Erstaunlich ist, dass beide oft die gleichen Themen zur musikalischen Bearbeitung wählten. Das seltsamste Ereignis dieser Art passierte 1913: Unter dem gleichlautenden Titel Trois Poèmes de Stéphane Mallarmé vertonten sowohl Ravel wie Debussy drei Gedichte des Poeten, von denen zwei (Soupir und Placet futile) bei beiden Werken thematisiert wurden. Da Ravel vorab die Erlaubnis zur Vertonung bei den Erben des Dichters eingeholt hatte, sah es so aus, dass er das stärkere Urheberrecht an einer musikalischen Bearbeitung der Texte innehabe. Debussy klagte in einem Brief an einen Freund vom 8. August 1913:

„Die Geschichte mit der Mallarmé-Familie und Ravel ist alles andere als lustig. Und ist es nicht außerdem merkwürdig, dass Ravel ausgerechnet dieselben Gedichte ausgewählt hat wie ich? Ist das ein Phänomen von Auto-Suggestion, das es wert wäre, der medizinischen Akademie mitgeteilt zu werden?“

Dank Ravel, der schriftlich beim Verleger intervenierte, wurde auch Debussys Arbeit veröffentlicht.
Debussy war auch mit Manuel de Falla bekannt, der im Juni 1920 das Gitarrenwerk Homenaje (Pour le Tombeau de Claude Debussy) komponierte.
Große Stücke hielt Debussy auf Igor Strawinsky, den er um 1901 kennenlernte. Die beiden trafen sich regelmäßig zum Austausch über Komposition und Technik.

### Bohème-Periode
Die Zeit nach seinem Aufenthalt in der Villa Medici wird allgemein als Debussys Bohème-Periode bezeichnet. Sie war gekennzeichnet durch einen unbeständigen Lebensstil, bei welchem Debussy sich ohne feste Anstellung und ohne das Ansehen der späteren Jahre gewonnen zu haben, mit kleineren Kompositionen durchschlug, um seinen Lebensunterhalt zu verdienen. Zusätzliche finanzielle Unterstützung erhielt er von einem Verleger namens Georges Hartmann. In die Zeit fällt auch die Komposition einer nie veröffentlichten Oper mit dem Titel Rodrigue et Chimène, aber auch ein Stück, das bis heute Eingang in manchen Klavierunterricht findet: die Suite bergamasque mit dem bekannten Clair de lune.
In seiner Bohème-Zeit arbeitete Debussy nebenbei als Musikkritiker für La Revue blanche. Zu diesem Zweck kreierte er eine Figur, die für ihn ein virtueller Gesprächspartner war: „Monsieur Croche“, der sich absichtlich als „Monsieur Croche antidilettante“ vorstellt. Auf den ersten Eindruck ein knurriger, wortkarger Kerl, der aber sein Schweigen unvermittelt mit einem langen Vortrag über zeitgenössische Komposition und Komponisten zu durchbrechen pflegt, wobei ihm regelmäßig die Zigarre ausgeht. Zahlreiche Schriften über solche „Gespräche“ sind bis heute erhalten geblieben.

### Privatleben
Um 1888/89 hatte Debussy eine Affäre mit Camille Claudel, die 1891 beendet war.
Über Jahre hinweg hatte Debussy eine Beziehung mit Gabrielle Dupont, einem jungen Mädchen, das er an einem „frivolen Ort“ kennengelernt haben soll. Gaby „mit den grünen Augen“ kümmerte sich um Debussys Haushalt und hielt ihm die schlimmsten Alltagsprobleme vom Hals. Als Gaby jedoch 1897 einen Brief fand, aus dem sie auf Debussys heimliche Romanze mit einer anderen Frau schließen musste, kam es zu einem heftigen Streit, in dessen Verlauf Gaby einen Revolver gegen sich selbst richtete und schwer verletzt im Krankenhaus behandelt werden musste.
Die romantische Liebesaffäre, die das häusliche Drama ausgelöst hatte, drehte sich um ein Nähfräulein und Mannequin namens Rosalie Texier, auch Lily genannt, ein sehr hübsches Mädchen mit üppigen blonden Haaren. Am 18. Oktober 1899 ging Debussy mit ihr die Ehe ein, die jedoch ebenfalls keinen dauerhaften Bestand haben sollte.
1901 hatte Debussy die Bankiersfrau Emma Bardac kennengelernt. Ein heimliches Liebesverhältnis wurde bald publik, veranlasste seine Ehefrau zu einem Selbstmordversuch (ebenfalls mit dem Revolver) und verursachte einen öffentlichen Skandal – Debussy war eine Berühmtheit geworden, der man solche „Abwege“ nicht zugestehen mochte. Daraufhin brach er mit fast allen Freunden und reichte die Scheidung ein.
Am 30. Oktober 1905 kam Emma-Claude, genannt Chouchou, die gemeinsame Tochter Debussys und Bardacs, zur Welt. Ihr widmete er die Children’s Corner. Ehelich legitimiert wurde die Geburt erst 1908, die Scheidungsprozesse hatten die Heirat über Jahre hinweg verzögert. Emma-Claude starb im Juli 1919 noch nicht vierzehnjährig an Diphtherie.

### Tod

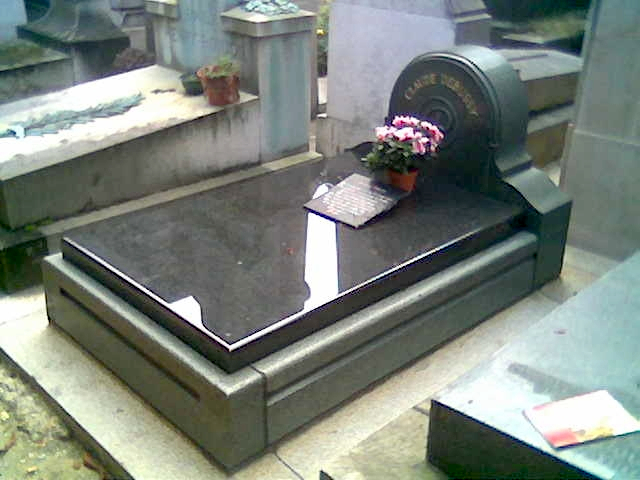
Debussys Grab (Cimetière de Passy)

Am 13. Mai 1909 wurde bei Debussy eine Krebserkrankung (Darmkrebs) festgestellt. 1915 war sie so weit fortgeschritten, dass er sich im Dezember zu einer Operation entschloss, die keine Besserung brachte und sein Leiden nur verlängerte. Invalidität ließ seine Schaffenskraft erlahmen. Am 25. März 1918 starb er an seiner Krankheit. Er wurde auf dem Cimetière de Passy in Paris beigesetzt (Division 14, ungefähre Lage: 48° 51′ 45,4″ N, 2° 17′ 2,1″ O).
Im Geburtshaus in der rue au Pain 38 in Saint-Germain-en-Laye wurde ein Musée Claude Debussy eingerichtet. Debussy ist darüber hinaus Namensgeber für den Asteroiden (4492) Debussy sowie für das Gebirge Debussy Heights auf der Alexander-I.-Insel in der Antarktis.

## Wirken als Komponist

### Entwicklung einer eigenen Tonsprache

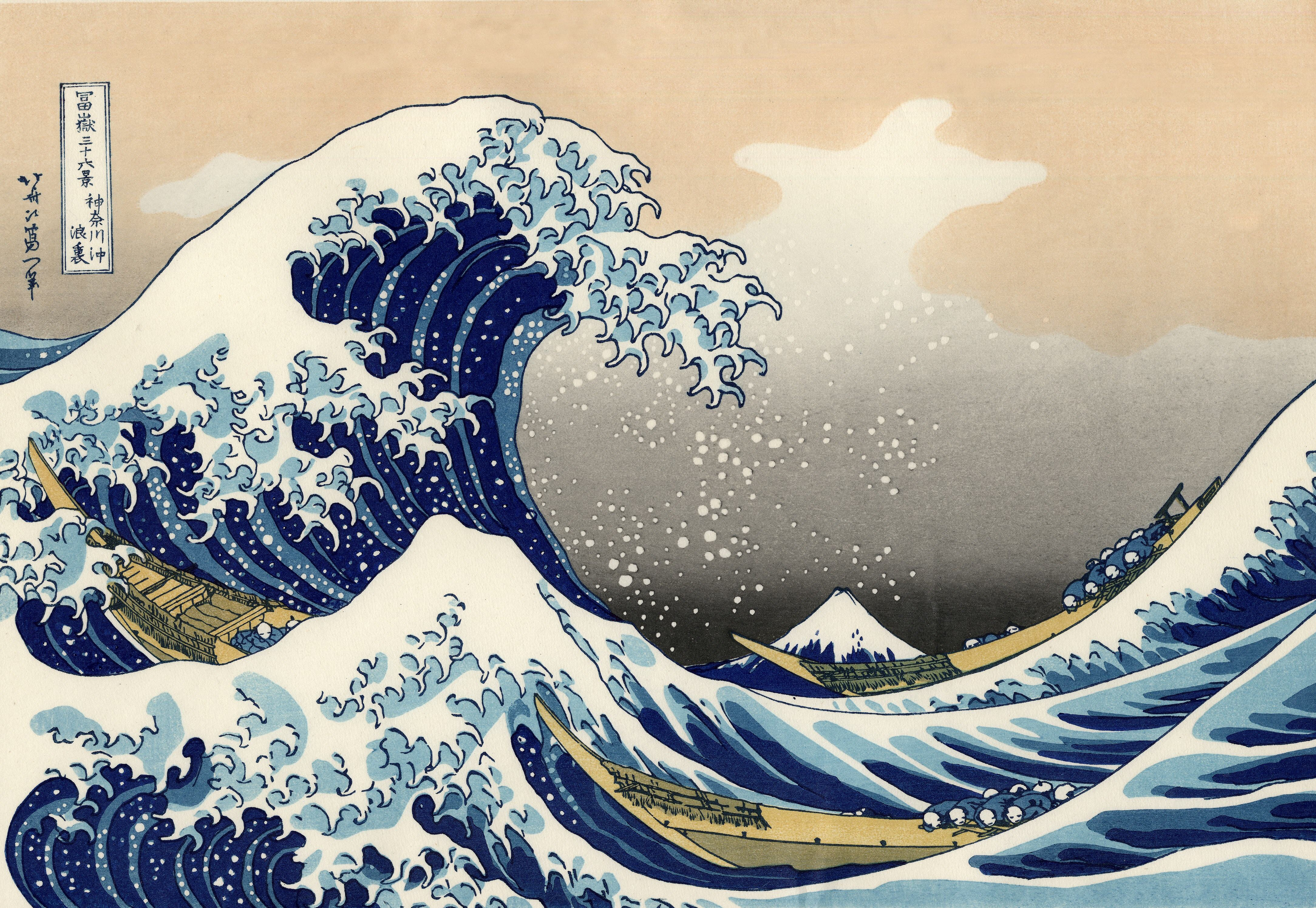
Hokusai: Die große Welle. Die Begegnung mit asiatischer Kunst war für Debussy sehr bedeutsam; diesen Holzschnitt wählte er als Titelbild für eine Ausgabe von La Mer

Auf der Weltausstellung Paris 1889 war Claude Debussy nachhaltig vom Klangbild eines javanischen Gamelan-Ensembles fasziniert. Die Begegnung mit der orchestral verwendeten pentatonischen Stimmung beeinflusste seine weitere kompositorische Entwicklung entscheidend. Er adaptierte diese „fremdartige“ Musik und ihr schwebendes Klangideal in seinem Kompositionsstil, ohne sie direkt zu kopieren. Die offenkundigste Bemühung Debussys um die Adaption südostasiatischer Musik auf ein abendländisches Instrument mit gleichschwebender Stimmung zeigt das Klavierstück Pagodes, der erste Satz seines Klavierzyklus Estampes. Debussy begann, auf eine zielgerichtete Auflösung harmonischer Spannungen zu verzichten, indem er anstelle der klassisch-romantischen Funktionsharmonik mit klaren tonalen Bezugs- und Schwerpunkten (Dur-Moll-Tonalität) im Laufe der Zeit eine eigenständige Harmonik entwickelte, die europäische Einflüsse mit seiner Entdeckung traditioneller slawischer und asiatischer Musik verband, etwa durch die Verwendung von Pentatonik und der Ganztonleiter. Weil seine daraus resultierenden Klangbilder als fremdartig, schwebend und sphärisch empfunden und dementsprechend mit den ebenso wahrgenommenen Bildern etwa von Claude Monet und Paul Gauguin in Verbindung gebracht wurden, gilt Debussy musikhistorisch als Hauptvertreter des Impressionismus. Exemplarisch wird Debussys Position in einem Brief an Pierre Louÿs vom 22. Januar 1895 deutlich:

„Mein guter alter Freund! Erinnere Dich an die javanische Musik, die alle Nuancen enthielt, selbst solche, die man nicht benennen kann, bei der die Tonika und die Dominante nichts weiter sind als nutzlose Hirngespinste zum Gebrauch für Weinekinder, die nicht verständig sind.“

Wesentliche Einflüsse erfuhr Debussy auch von den russischen Komponisten der Romantik, insbesondere von Modest Mussorgsky, dessen Oper Boris Godunow er intensiv studierte und aus deren Analyse er eine Alternative zu Wagners ariosem Gesang, die Prosodie, eine Art Sprechgesang, ableitete. Diese Art der Textartikulation brachte Debussy in seiner Oper Pelléas et Mélisande zum Einsatz. Weitere russische Komponisten, mit denen Debussy sich auf dem Weg zu einem eigenständigen musikalischen Ausdruck beschäftigte, waren Alexander Borodin und Nikolai Rimski-Korsakow.
Während Debussy selbst noch in seiner früheren Schaffensperiode etwa bis zur Fertigstellung der Partitur der Oper Pelléas et Mélisande diese beschriebene, schwebende und undurchsichtige Tonsprache bevorzugte, entwickelte er im Spätwerk (etwa in Jeux, den Études und dem Operntorso La Chute de la maison Usher) einen deutlich klareren, zur klanglichen Einfachheit bei gleichzeitig enormer struktureller Komplexität neigenden Stil. Auch Debussys großes Interesse an der französischen Barockmusik und an deren Hauptvertretern, Jean-Philippe Rameau, Jean-Baptiste Lully und François Couperin, sowie insbesondere seine Beschäftigung mit den musiktheoretischen Schriften Rameaus führten dazu, dass Debussy sich im Laufe der Jahre um die Erarbeitung einer im Vergleich zu seinen Hauptwerken bis etwa 1910 einfacheren und klareren Harmonik bemühte.
Neben der Verwendung von Pentatonik (etwa in Préludes I, Les Collines d’Anacapri) und Ganztonskalen (z. B. in Préludes I, Voiles) verwendet Debussy von der Salonmusik seiner Zeit (bspw. Préludes I, Minstrels) und der frühen Jazzmusik entlehnte Harmonik (so in Children’s Corner und Le petit nègre). Ähnlich wie Ravel liebte Debussy das Kolorit der spanischen Tanzmusik. Ein Denkmal errichtete er ihr beispielsweise in Ibéria, dem mittleren Satz des Orchesterwerks Images, das zwar durch äußerst geschickte Orchestrierung und typische Rhythmik absolut authentisch erscheint, jedoch vollständig ohne Zitate spanischer Volksmusik auskommt und ganz und gar eine Eigenkomposition darstellt.
Die Verwendung nicht-Dur-Moll-basierter Harmonik, außereuropäischer Skalen und spanisch anmutender Färbungen wie auch Rhythmen ist bei Debussy niemals Selbstzweck um des bloßen Effekts willen. Aus einem Missverständnis heraus wurde Debussy als reiner Stimmungskomponist eingestuft, ähnlich wie man Monet als Stimmungsmaler bezeichnet hat. Tatsächlich folgen die Strukturen seiner Werke häufig ebenso strengen Regeln wie etwa eine Fuge von Johann Sebastian Bach.
So ist etwa die Ganztonleiter im bereits erwähnten Klavierwerk Voiles aus Préludes I nicht von Anfang an als Material vorhanden, sondern wird erst durch die systematische, sich durch die erste Hälfte des Stückes ziehende intervallische Brechung der Oktave erreicht. Während im Einleitungsmotiv große Terzen, mithin Dritteloktaven, das Klangbild dominieren, kommen bald übermäßige Quarten bzw. Tritoni, also Oktavenhälften, und schließlich große Sekunden als Sechsteloktaven hinzu. Der Formteil des Satzes wird abgeschlossen mit der erstmaligen Einführung der Oktave selbst. Im zweiten Formteil wechselt Debussy kurzfristig zur Pentatonik, um das Stück in einem dritten Abschnitt wieder in der Ganztonleiter und schlussendlich mit einer großen, verklingenden Terz enden zu lassen. Verfolgt man das System der gleichmäßigen Brechung bestimmter Intervalle konsequent weiter, landet man zwangsläufig bei Mikrointervallen, wie sie in der Spektralmusik angewendet werden. Auch die rhythmische Struktur von Voiles ist äußerst komplex. Es lassen sich über das ganze Stück hinweg symmetrische Muster und das Spiel mit additiven Rhythmen nachweisen, wie sie 40 bis 50 Jahre später von Olivier Messiaen angewendet wurden. So lässt sich auch der Untertitel Voiles („Schleier“) nicht nur als exotische Anspielung auf einen asiatischen Schleier interpretieren, sondern deutet auch an, dass Debussy die Lichtbrechungen und Schatten, die ein Schleier wirft, im Sinne hatte und formal sowie strukturell widerspiegeln wollte.
Voiles ist nur ein Beispiel für die wegweisende Beschäftigung Debussys mit harmonischen Möglichkeiten jenseits der klassischen abendländischen Musik, für seine Erprobung additiver Rhythmik statt des in Klassik und Romantik üblichen Akzentstufentaktes und für die tiefe kompositorische Durchdringung einer Inspiration.

### Hauptwerke

#### Prélude à l’après-midi d’un faune
Den Durchbruch schaffte Debussy mit dem von einem Gedicht von Stéphane Mallarmés inspirierten Prélude à l’après-midi d’un faune (zu Deutsch: Vorspiel zum Nachmittag eines Faunes), das am 22. Dezember 1894 in Paris uraufgeführt wurde. Trotz einer Länge von lediglich ungefähr zehn Minuten muss das Stück als Debussys erstes bedeutendes Hauptwerk bezeichnet werden, weil sich in ihm erstmals alle Aspekte einer eigenständigen Tonsprache manifestieren. Die geschickte und kammermusikalische Instrumentation sowie die kühne Harmonik verbinden sich mit einer avancierten Architektur der Proportionen des Stückes. Diese Merkmale tauchten auch in späteren Werken auf und haben dazu geführt, dass viele Komponisten des 20. Jahrhunderts Debussys Musik als wesentlichen Ausgangspunkt der Neuen Musik begriffen haben.
Die zeitgenössische Rezeption des Prélude war indessen zwiespältig: Bei den Proben waren die Orchestermusiker frustriert darüber, dass Debussy immer wieder Änderungen an der Orchestrierung vornahm, aber sie taten bei der Premiere ihr Bestes, und die Resonanz beim Publikum war wohlwollend. Nicht einhellig fiel jedoch die Kritik seitens der Fachwelt aus, während Paul Dukas sich lobend äußerte, gab es auch Mahner, die Debussy rieten, er solle zu größerer Einfachheit zurückkehren. So urteilte z. B. Camille Saint-Saëns:

„Das Prélude klingt hübsch, aber Sie finden nicht die geringste ausgesprochen musikalische Idee darin. Es ist so viel Musikstück wie die Palette eines Malers Gemälde. Debussy hat keinen Stil geschaffen: er hat das Fehlen von Stil, Logik […] kultiviert.“

1912 diente das Prélude als musikalische Begleitung zu Vaslav Nijinskys Ballett L’Après-midi d’un faune, das ebenfalls als künstlerischer Meilenstein, in diesem Fall des Tanzes, angesehen wird, auch wenn die freizügige Choreographie die Ballettpremiere beim konservativen Pariser Publikum zum Skandal geraten ließ.

#### Les Nocturnes
Die Uraufführung von Les Nocturnes, einem Orchesterwerk, das Debussy schon seit 1892 geplant hatte, fand am 9. November 1900 statt. Debussy schrieb in einem Vorwort:

„Der Titel Nocturnes will hier in allgemeiner und vor allem in mehr dekorativer Bedeutung verstanden werden. Es handelt sich also nicht um die übliche Form des Nocturno, sondern um alle Eindrücke und speziellen Beleuchtungen, die in diesem Wort enthalten sein können.“

Das Werk rief die Begeisterung des Publikums hervor und brachte ihm zwar wenig Geld, aber große Anerkennung bei den Musikkritikern.

#### Pelléas et Mélisande
Debussys Oper Pelléas et Mélisande kam 1902 zur Aufführung. Ihr vorangegangen war eine lange und teilweise quälende Schaffenszeit. Schon 1893 hatte Debussy mit den Arbeiten daran begonnen, verwarf aber vieles wieder und sah sich zeitweilig außerstande, produktiv daran weiterzuarbeiten. Dabei hatte sich alles so gut angelassen: Vom Dichter Maurice Maeterlinck persönlich autorisiert, bestand über die geplante Verarbeitung des Textes zu einer Oper herzliches Einvernehmen. Als es jedoch daranging, für die Uraufführung die Besetzungsliste zu erstellen, kam es zu einer nervenaufreibenden Auseinandersetzung: Maeterlinck, seit Jahren liiert mit der Primadonna Georgette Leblanc, wollte sie natürlich in der Rolle der Mélisande sehen. Debussy wiederum hatte auf Vorschlag des Dirigenten André Messager der Entscheidung zugestimmt, Mélisande von der Sängerin Mary Garden darstellen zu lassen. In einem über die Zeitung Le Figaro öffentlich geführten Feldzug gegen Debussy behauptete Maeterlinck, dieser habe ohne seine Einwilligung weite Teile des Textes verfälscht, und er, Maeterlinck, gestatte die Aufführung deshalb nicht.
Bei den Proben zu Pelléas et Mélisande stellte sich überdies heraus, dass manche Übergänge nicht lang genug für den notwendigen Dekorationswechsel waren, so dass Debussy diese entsprechend umarbeiten musste. Am 27. April fand im Rahmen einer Matinée die Generalprobe vor einem Publikum statt, das zu einem guten Teil aus aufgestachelten Maeterlinck-Anhängern bestand. Die neuen Harmonien und Rhythmen des Werks sowie die besondere Art der Artikulation der Texte (Prosodie) stießen bei diesem jedoch auf Unverständnis. Schon bei dem geringsten Anlass erschallten Buh-Rufe und Pfiffe. Mélisande sang auf der Bühne: „Ich bin nicht glücklich“ – „Wir auch nicht!“, echote es höhnisch aus dem Zuschauerraum.
Ab dem zweiten Akt kam das Orchester gegen das Publikum kaum noch an, im vierten brach endgültig ein Tumult los. Dass die Oper nicht abgebrochen wurde, war der Disziplin des Dirigenten und der Musiker zu verdanken, die tapfer bis zum Schluss durchhielten. Die Premiere zwei Tage später verlief wesentlich ruhiger, die Oper erhielt lobende Kritiken und stand sogar mehrere Monate bei ausverkauftem Haus auf dem Spielplan.
Die Oper wurde nach der Pariser Uraufführung in rascher Folge an weiteren europäische und US-amerikanischen Opernhäusern erstaufgeführt: am 9. Januar 1907 am Théâtre de la Monnaie in Brüssel, am 19. April 1907 in der Oper Frankfurt in einer deutschen Textfassung von Otto Neitzel, am 19. Februar 1908 am Manhattan Opera House in New York, am 19. Februar 1908 an der Mailänder Scala unter der Leitung von Arturo Toscanini und in einer italienischen Textfassung von Carlo Zangarini, am 12. Mai 1909 in Covent Garden in London und am 21. März 1925 an der Metropolitan Opera in New York.

## Aufnahmen für Welte-Mignon
1912 spielte Debussy für die Freiburger Firma M. Welte & Söhne, Hersteller des Reproduktionsklaviers Welte-Mignon, sechs eigene Kompositionen auf Klavierrollen ein:
- Children’s Corner Suite
- D’un cahier d’esquisses
- Estampes, No. 2 La Soirée dans Grenade
- La plus que lente, Valse
- Préludes I, No. 1 Danseuses de Delphes; No. 10 La Cathédrale engloutie; No. 11 La Danse de Puck
- Préludes I, No. 3 Le Vent dans la plaine, No. 12 Minstrels

## Werke

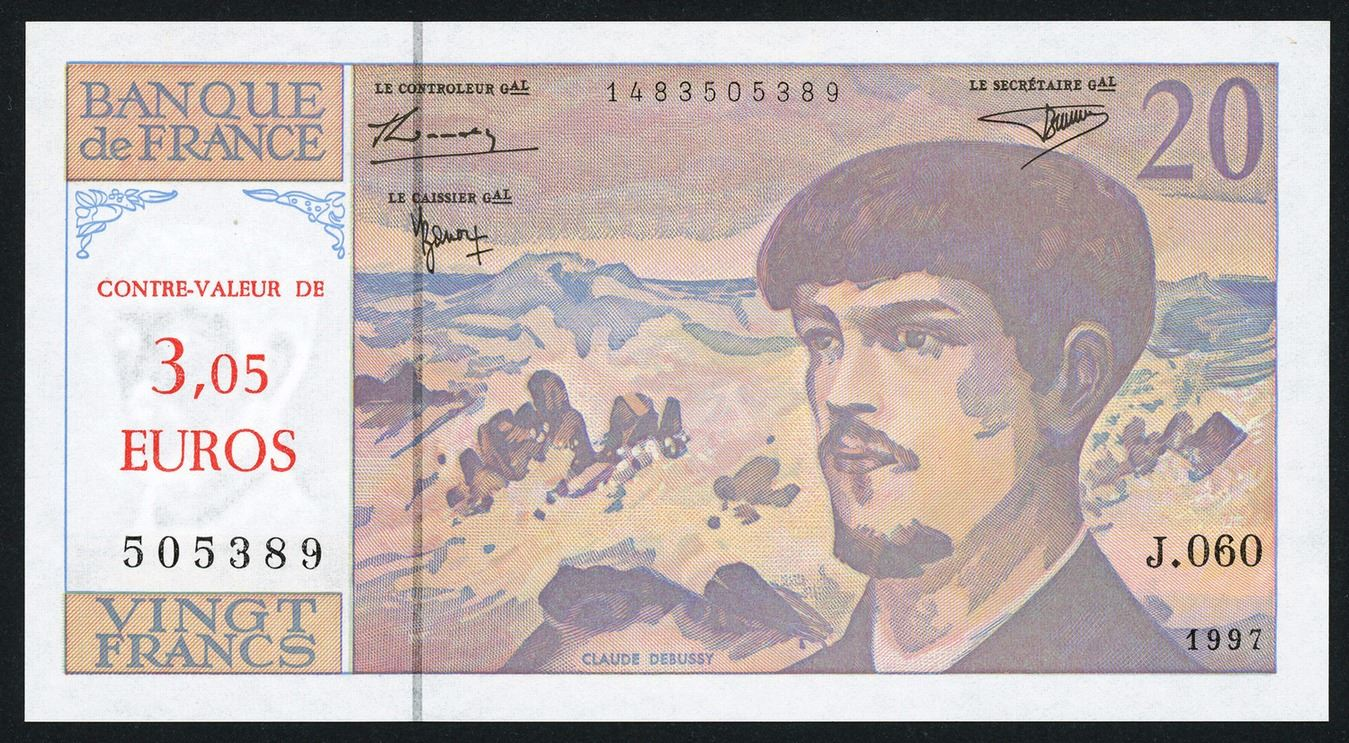
Porträt Debussys auf einer 20-Francs-Banknote

### Bühnenwerke
- Diane au bois, Bühnenwerk (Banville 1884)
- Rodrigue et Chimène, unvollendete Oper in drei Aufzügen nach einem Text von Catulle Mendès (1890–92)
- Pelléas et Mélisande, lyrisches Drama in fünf Aufzügen und zwölf Bildern mit Orchester nach einem Text von Maurice Maeterlinck (1893–1902)
- F. E. A. (Frères en Art), 3 Szenen eines Spiels (1900)
- Le Diable dans le beffroi, Skizze (Poe-Debussy)
- La Chute de la maison Usher, Opernfragment, geplant als Oper in einem Aufzug nach dem Werk von Edgar Allan Poe (1908–1916)
- Masques et Bergamasques, Szenarium für Ballett (1910)
- Le Martyre de Saint Sébastien, Bühnenmusik zu einem Mysterium in fünf Akten mit Text von Gabriele D’Annunzio (1911)
- Khamma, Ballettmusik, Legende in drei Szenen (1911–12)
- Jeux, Ballettmusik, Gedicht in einem Aufzug (1912)
- La Boîte à joujoux, Ballett für Kinder (1913)

### Chorwerke
- Daniel, Kantate (Cecile 1880/84)
- Le Gladiateur, Kantate (Moreau 1883)
- Le Printemps (Barbier 1884)
- L’Enfant prodigue, Lyrische Szene (Guinand 1884)
- Zuleima, Chorwerk (Heine 1885)
- La Damoiselle élue, Kantate (Dante Gabriel Rossetti, übersetzt, 1888)
- Ode à la France, Skizze (Laloy 1916/17)

### Orchesterwerke
- Première Suite d’Orchestre (1882–84; UA 2012); erhalten auch als Fassung für Klavierduo[6][7]

Fête – Ballet – Rêve (orch. Philippe Manoury) – Cortège et Bacchanale
- Printemps (1887)

Très modéré – Modéré
- Le Roi Lear, Bühnenmusik (1897–99)

Fanfare – Sommeil de Lear
- Fantaisie pour piano et orchestre (1889–90)

Andante – Allegro – Lento e molto espressivo – Allegro molto
- Prélude à l’après-midi d’un faune (1892–94)
- Nocturnes (1897–99)

Nuages – Fêtes – Sirènes (mit Frauenchor)
- La Mer (1903–05)

De l’aube à midi sur la mer – Jeux de vagues – Dialogue du vent et de la mer
- Images pour orchestre (1905–12)

Modéré (Gigues) – Ibéria: Par les rues et par les chemins, Les Parfums de la nuit, Le Matin d’un jour de fête – Rondes de printemps: Modérément animé

### Werke für Soloinstrumente und Orchester
- Fantaisie pour piano et orchestre (1889)
- Rhapsodie pour orchestre et saxophone (ca. 1901–08, UA 1919)
- Deux danses pour harpe chromatique et orchestre d’instruments à cordes (1904)

Danse sacrée – Danse profane
- Première Rhapsodie pour clarinette et orchestre (1909–10)

### Kammermusik
- Premier Trio en sol majeur für Violine, Violoncello und Klavier (1880)

Andantino con moto allegro – Scherzo – Intermezzo: Moderato con allegro – Andante espressivo – Finale: Appassionato
- Nocturne et scherzo pour violoncelle et piano (1882)
- Premier quatuor à cordes, Streichquartett in g-Moll (1893)

Animé et très décidé – Assez vif et bien rythmé – Andantino modérément expressif – Très modéré – Très animé
- Rhapsodie pour saxophone et piano (1903/05)
- Première Rhapsodie pour clarinette et piano (1909/10)
- Petite Pièce pour clarinette et piano (1910)

Allegro – Très vif – Lent – Vif, avec entrain
- Syrinx pour flûte solo (1913)
- Sonate pour violoncelle et piano (1915)

Prologue: Lent – Sérénade: Modérément animé, vivace – Finale: Animé, lento, vivace
- Sonate pour flûte, alto et harpe (1916)

Pastorale – Interlude – Finale
- Sonate pour violon et piano (1916/17)

Allegro vivo – Intermède: Fantasque et léger – Finale: Très animé

### Klaviermusik
Klavier zu zwei Händen
- Danse bohémienne (1880)
- Deux Arabesques (1888–91)

Andantino con moto – Allegretto scherzando
- Ballade (1890)
- Danse (Tarentelle styrienne) (1890)
- Nocturne (1890)
- Rêverie (1890)
- Valse romantique (1890)
- Suite bergamasque (1890)

Prélude – Menuet – Clair de lune – Passepied
- Mazurka (1891)
- Images (oubliées) (1894)

Lent – Dans le mouvement d’une "Sarabande" – Très vite
- Pour le piano (1901–02)

Prélude – Sarabande – Toccata
- Estampes (1903)

Pagodes – La Soirée dans Grenade – Jardins sous la pluie
- D’un cahier d’esquisses (1903)
- Masques (1904)
- L’isle joyeuse (1904)
- Images – Série I (1904)

Reflets dans l’eau – Hommage à Rameau – Mouvement
- Images – Série II (1907)

Cloches à travers les feuilles – Et la lune descend sur le temple qui fut – Poissons d’or
- Children’s Corner (1906–08)

Doctor Gradus ad Parnassum – Jimbo’s Lullaby – Serenade for the Doll – The snow is dancing – The little Shepherd – Golliwogg’s cakewalk
- Hommage à Haydn (1909)
- Le petit nègre (Cakewalk) (1909)
- La plus que lente (1910)
- Préludes – Livre I (1909–10)

Danseuses de Delphes – Voiles – Le vent dans la plaine – Les sons et les parfums tournent dans l’air du soir – Les collines d’Anacapri – Des pas sur la neige – Ce qu’a vu le vent d’Ouest – La fille aux cheveux de lin – La Sérénade interrompue – La Cathédrale engloutie – La danse de Puck – Minstrels
- Préludes – Livre II (1910–12)

Brouillards – Feuilles mortes – La puerta del vino – Les fées sont d’exquises danseuses – Bruyères – General Lavine: Eccentric – Ondine – La terrasse des audiences du clair de lune – Hommage à S. Pickwick Esq. P.P.M.P.C. – Canope – Les tierces alternées – Feux d’artifice
- Berceuse héroïque (1914, für Orchester 1915)
- Études – Livre I (1915)

Pour les cinq doigts – Pour les tierces – Pour les quartes – Pour les sixtes – Pour les octaves – Pour les huit doigts
- Études – Livre II (1915)

Pour les degrés chromatiques – Pour les agréments – Pour les notes répétées – Pour les sonorités opposées – Pour les arpèges composés – Pour les accords
- Les soirs illuminés par l’ardeur du charbon (Februar oder März 1917)

Klavier zu vier Händen
- Symphonie en si mineur, ein Satz (Klavierauszug) (1880)
- Triomphe de Bacchus, Interludien (1883)
- Petite suite (1888–89)

En bateau – Cortège – Menuet – Ballet
- Marche écossaise sur un thème populaire (1891)
- Six Épigraphes antiques (1914–15)

Pour invoquer Pan, dieu du vent d’été – Pour un tombeau sans nom – Pour que la nuit soit propice – Pour la danseuse aux crotales – Pour l’Égyptienne – Pour remercier la pluie au matin
Zwei Klaviere
- Lindaraja (1901)
- En blanc et noir (1915)

Avec emportement – Lent, sombre – Scherzando

### Lieder und Gesänge
- Nuit d’étoiles (Banville 1876)
- Beau soir (Bourget 1878)
- Fleur des blés (Giraud 1878)
- La Belle au bois dormant (Hyspa 1880/83)
- Mandoline (Verlaine 1880/83)
- Paysage sentimental (Bourget 1880/83)
- Voici que le printemps (Bourget 1880/83)
- Zephyr (Banville 1881)
- Rondeau (Musset 1882)
- Quatre Mélodies pour Mme Vasnier (1882/84)

Apparition (Mallarmé) – Clair de lune (Verlaine) – Pantomime (Verlaine) – Pierrot (Banville)
- Cinq Poèmes de Baudelaire (1887/89)

Le Balcon – Harmonie du soir – Le Jet d’eau – Recueillement – La Mort des amants
- Ariettes oubliées (Verlaine 1888)

C’est l’extase – Il pleure dans mon cœur – L’ombre des arbres dans la rivière (1880) – Chevaux de bois – Green – Spleen
- Dans le jardin (Gravollet 1891)
- Les Angélus (Le Roy 1891)
- Deux Romances (Bourget 1891)

Romance – Les Cloches
- Trois Mélodies (Verlaine 1891)

La mer est plus belle – Le son du cor s’afflige – L’échelonnement des haies
- Fêtes galantes I (Verlaine 1892)

En sourdine – Fantoches – Clair de lune
- Proses lyriques (Debussy 1892/93)

De rêve – De grève – De fleurs – De soir
- Chansons de Bilitis (Louys 1897)

La flûte de Pan – La chevelure – Le tombeau des Naïades
- Fêtes galantes II (Verlaine 1904)

Les ingénus – Le Faune – Colloque sentimental
- Trois Chansons de France (1904)

Rondel: Le temps a laissé son manteau (Charles d’Orléans) – La Grotte (François Tristan L’Hermite) – Rondel: Pour ce que plaisance est morte (Charles d’Orléans)
- Le Promenoir des deux amants (Tristan L’Hermitte 1904/10)

Auprès de cette grotte sombre – Crois mon conseil, chère Climène – Je tremble en voyant ton visage
- Trois Ballades de François Villon (François Villon 1911)

Ballade de Villon il s’amye – Ballade que fait Villon à la requeste de sa mère pour prier Nostre Dame – Ballade des femmes de Paris
- Trois Poèmes de Stéphane Mallarmé (Stéphane Mallarmé 1913)

Soupir – Placet futile – Éventail
- Noël des enfants qui n’ont plus de maison (Debussy 1915)

## Tabellarische Werkübersicht
| Entstehungsjahr | Titel                                                           | Instrumentierung                                                                                         | Satzbezeichnungen/Titel |
| --------------- | --------------------------------------------------------------- | --- | --- |
| Klavierwerke    |                                                                 | | |
| 1882–1884       | Première Suite d’Orchestre                                      | 2 Klaviere                                                                                               | I. Fête – II. Ballet – III. Rêve – IV. Cortège et Bacchanale |
| 1888–1889       | Petite suite                                                    | Klavier vierhändig                                                                                       | I. En bateau – II. Cortège – III. Menuet – IV. Ballet |
| 1888–1891       | Deux Arabesques                                                 | Klavier solo                                                                                             | I. Andantino con moto – II. Allegretto scherzando |
| 1890            | Tarentelle styrienne                                            | Klavier solo                                                                                             | Allegretto |
| 1890            | Suite bergamasque                                               | Klavier solo                                                                                             | I. Prélude – II. Menuet – III. Clair de lune – IV. Passepied |
| 1891            | Marche écossaise                                                | Klavier vierhändig                                                                                       | Sur un thème populaire |
| 1894            | Images (1894)                                                   | Klavier solo                                                                                             | I. Lent – II. Sarabande – III. Très vite |
| 1901            | Lindaraja                                                       | Zwei Klaviere                                                                                            | Modéré mais sans lenteur et dans un rythme très souple |
| 1901–02         | Pour le piano                                                   | Klavier solo                                                                                             | I. Prélude – II. Sarabande – III. Toccata |
| 1903            | Estampes                                                        | Klavier solo                                                                                             | I. Pagodes – II. La soirée dans Grenade – III. Jardins sous la pluie |
| 1903            | D’un cahier d’esquisses                                         | Klavier solo                                                                                             | Très lent, sans rigueur |
| 1904            | Masques                                                         | Klavier solo                                                                                             | Très vif et fantasque |
| 1904            | L’Isle Joyeuse                                                  | Klavier solo                                                                                             | Quasi una cadenza |
| 1904            | Images – Série I                                                | Klavier solo                                                                                             | I. Reflets dans l’eau – II. Hommage à Rameau – III. Mouvement |
| 1906–1908       | Children’s Corner                                               | Klavier solo                                                                                             | I. Doctor gradus ad parnassum – II. Jimbo’s lullaby – III. Serenade for the doll IV. The snow is dancing – V. The little shepherd – VI. Golliwogg’s cake-walk |
| 1907            | Images – Série II                                               | Klavier solo                                                                                             | I. Cloches à travers les feuilles – II. Et la lune descend sur le temple qui fut – III. Poissons d’or |
| 1909–1910       | Préludes – Livre I                                              | Klavier solo                                                                                             | I. Danseuses de Delphes – II. Voiles – III. Le vent dans la plaine – IV. Les sons et les parfums tournent dans l’air du soir – V. Les Collines d’Anacapri – VI. Des pas sur la neige – VII. Ce qu’a vu le vent d’ouest – VIII. La Fille aux cheveux de lin – IX. La Sérénade interrompue – X. La Cathédrale engloutie – XI. La Danse de Puck – XII. Minstrels |
| 1910–1912       | Préludes – Livre II                                             | Klavier solo                                                                                             | I. Brouillards – II. Feuilles mortes – III. La Puerta del vino – IV. Les Fées sont d’exquises danseuses V. Bruyères – VI. General Lavine Eccentric – VII. Ondine – VIII. La Terrasse des audiences du clair de lune – IX. Hommage à S. Pickwick Esq. P.P.M.P.C. – X. Canope – XI. Les Tierces alternées – XII. Feux d’artifice                                |
| 1914–1915       | Six Épigraphes antiques                                         | Zwei Klaviere                                                                                            | I. Pour invoquer Pan, dieu du vent d’été – II. Pour un tombeau sans nom – III. Pour que la nuit soit propice – IV. Pour la danseuse aux crotales – V. Pour l’Égyptienne – VI. Pour remercier la pluie au matin |
| 1915            | En blanc et noir                                                | Zwei Klaviere                                                                                            | I. Avec emportement – II. Lent. Sombre – III. Scherzando |
| 1915            | Études – Livre I                                                | Klavier solo                                                                                             | I. Pour les cinq doigts – II. Pour les tierces – III. Pour les quartes – IV. Pour les sixtes – V. Pour les octaves – VI. Pour les huit doigts |
| 1915            | Études – Livre II                                               | Klavier solo                                                                                             | I. Pour les degrés chromatiques – II. Pour les agréments – III. Pour les notes répétées – IV. Pour les sonorités opposées – V. Pour les arpèges composés – VI. Pour les accords |
| Orchesterwerke  |                                                                 | | |
| 1882–1884       | Première Suite d’Orchestre                                      | Orchester                                                                                                | I. Fête – II. Ballet – III. Rêve (orch. Manoury) – IV. Cortège et Bacchanale |
| 1887            | Printemps                                                       | Orchester                                                                                                | I. Très modéré – II. Modéré |
| 1889–1890       | Fantaisie pour piano et orchestre                               | Klavier und Orchester                                                                                    | I. Andante. Allegro – II. Lento e molto espressivo – III. Allegro molto |
| 1892–1894       | Prélude à l’après-midi d’un faune                               | Orchester                                                                                                | Très modéré |
| 1897–1899       | Nocturnes                                                       | Orchester und Frauenchöre                                                                                | I. Nuages – II. Fêtes – III. Sirènes |
| 1901–1911       | Rhapsodie                                                       | Saxophon und Orchester                                                                                   | Très modéré |
| 1903–1905       | La Mer                                                          | Orchester                                                                                                | I. De l’aube à midi sur la mer – II. Jeux de vagues – III. Dialogue du vent et de la mer |
| 1904            | Danses                                                          | Harfe und Streichorchester                                                                               | I. Danse sacrée – II. Danse profane |
| 1905–1912       | Images pour orchestre                                           | Orchester                                                                                                | I. Gigues: modéré II. Ibéria: 1. Par les rues et par les chemins 2. Les Parfums de la nuit 3. Le Matin d’un jour de fête III. Rondes de printemps: Modérément animé |
| 1909–1910       | Première Rhapsodie                                              | Klarinette und Orchester                                                                                 | Rêveusement lent |
| Kammermusik     |                                                                 | | |
| 1880            | Premier Trio in G-Dur                                           | Violine, Violoncello und Klavier                                                                         | I. Andantino con moto allegro – II. (Scherzo) Intermezzo: Moderato con allegro – III. Andante espressivo – IV. Finale: Appassionato |
| 1882            | Nocturne et scherzo                                             | Violoncello und Klavier                                                                                  | I. Nocturne – II. Scherzo |
| 1893            | Streichquartett in g-Moll                                       | zwei Violinen, Viola und Violoncello                                                                     | I. Animé et très décidé – II. Assez vif et bien rythmé – III. Andantino modérément expressif IV. Très modéré – très animé |
| 1909–1910       | Première Rhapsodie                                              | Klarinette und Klavier                                                                                   | Rêveusement lent |
| 1910            | Petite pièce                                                    | Klarinette und Klavier                                                                                   | I. Allegro – II. Très vif – III. Lent – IV. Vif, avec entrain |
| 1913            | Syrinx                                                          | Flöte | Très modéré |
| 1915            | Sonate für Violoncello und Klavier                              | Violoncello und Klavier                                                                                  | I. Prologue. Lent – II. Sérénade. Modérément animé – vivace – III. Finale. Animé – lento – vivace |
| 1915            | Sonate für Flöte, Viola und Harfe                               | Flöte, Viola und Harfe                                                                                   | I. Pastorale – II. Interlude – III. Finale |
| 1916–1917       | Sonate für Violine und Klavier                                  | Violine und Klavier                                                                                      | I. Allegro vivo – II. Intermède. Fantasque et léger – III. Finale. Très animé |
| Lied            |                                                                 | | |
| 1884            | Apparition (Mallarmé)                                           | Gesang und Klavier                                                                                       | |
| 1887–1889       | Cinq poèmes de Baudelaire                                       | Gesang und Klavier                                                                                       | Le Balcon; Harmonie du soir; Le Jet d’eau; Recueillement; La Mort des amants |
| 1888 (1903)     | Ariettes oubliées (Verlaine)                                    | Gesang und Klavier                                                                                       | C’est l’extase langoureuse; Il pleure dans mon cœur; L’Ombre des arbres; Chevaux de bois; Green; Spleen; |
| 1891            | Les Angélus (Le Roy)                                            | Gesang und Klavier                                                                                       | |
| 1891            | Dans le jardin (Gravollet)                                      | Gesang und Klavier                                                                                       | |
| 1891?           | Trois mélodies (Verlaine)                                       | Gesang und Klavier                                                                                       | La Mer est plus belle; Le Son du cor s’afflige; L’Échelonnement des haies; |
| 1892            | Fêtes galantes I (Verlaine)                                     | Gesang und Klavier                                                                                       | En sourdine; Clair de lune; Fantoches; |
| 1892–1893       | Proses lyriques (Debussy)                                       | Gesang und Klavier                                                                                       | De rêve; De grêve; De fleurs; De soir; |
| 1897            | Chansons de Bilitis (Louys)                                     | Gesang und Klavier                                                                                       | La Flûte de Pan; La Chevelure; Le Tombeau des Naïades; |
| 1904            | Fêtes galantes II (Verlaine)                                    | Gesang und Klavier                                                                                       | Les Ingénus; Le Faune; Colloque sentimental; |
| 1904            | Trois chansons de France (Charles d’Orléans, Tristan L’Hermite) | Gesang und Klavier                                                                                       | Le Temps a laissé son manteau; La Grotte; Pour ce que plaisance est morte; |
| 1910            | Trois Ballades de François Villon                               | Gesang und Klavier                                                                                       | Ballade de Villon à s’amye; Ballade que Villon feit à la requeste de sa mère pour prier Nostre Dame; Ballade des femmes de Paris; |
| 1913            | Trois poèmes de Stéphane Mallarmeé                              | Gesang und Klavier                                                                                       | Soupir; Placet futile; Éventail; |
| 1915            | Noël des enfants qui n’ont plus de maison (Debussy)             | Gesang und Klavier                                                                                       | |
| Chormusik       |                                                                 | | |
| 1898–1908       | Trois chansons (Charles d’Orléans)                              | Chor a cappella                                                                                          | Dieu! qu’il la fait bon regarder – Quand j’ai ouy le tambourin sonner – Yver, vous n’estes qu'un villain |
| Ballettmusik    |                                                                 | | |
| 1911–1912       | Khamma                                                          | Orchester                                                                                                | Legende in drei Szenen |
| 1912            | Jeux                                                            | Orchester                                                                                                | Gedicht in einem Aufzug |
| 1913            | La Boîte à joujoux                                              | Orchester                                                                                                | Ballett für Kinder |
| Opern           |                                                                 | | |
| 1890–1892       | Rodrigue et Chimène                                             | unvollendete Oper in drei Aufzügen nach einem Text von Catulle Mendès                                    | unvollendete Oper in drei Aufzügen nach einem Text von Catulle Mendès |
| 1893–1902       | Pelléas et Mélisande                                            | lyrisches Drama in fünf Aufzügen und zwölf Bildern mit Orchester nach einem Text von Maurice Maeterlinck | lyrisches Drama in fünf Aufzügen und zwölf Bildern mit Orchester nach einem Text von Maurice Maeterlinck |
| 1908–1916       | La Chute de la maison Usher                                     | Opernfragment, geplant als Oper in einem Aufzug nach dem Werk von Edgar Allan Poe                        | Opernfragment, geplant als Oper in einem Aufzug nach dem Werk von Edgar Allan Poe |
| 1911            | Le Martyre de Saint Sébastien                                   | Bühnenmusik zu einem Mysterium in fünf Akten mit Text von Gabriele D’Annunzio                            | Bühnenmusik zu einem Mysterium in fünf Akten mit Text von Gabriele D’Annunzio |

Eine Nummerierung der Werke wurde u. a. von François Lesure vorgenommen. Die Werke erhalten dabei eine Werknummer mit vorangestelltem L.

## Hörbeispiele
- Préludes, Book 2: VII. La Terrasse Des Audiences Du Clair De Lune – Anhörenⓘ/?
- Préludes, Book 2: VIII. Ondine – Anhörenⓘ/?
- Préludes, Book 2: XII. Feux D’Artifice – Anhörenⓘ/?
- Préludes, Book 2: VI. «General Lavine» – Excentric – Anhörenⓘ/?
- Beau soir – Anhörenⓘ/?
- Mazurka – Anhörenⓘ/?

## Film
- Prélude für Debussy. (OT: Prélude à Debussy.) Dokumentarfilm, Frankreich, 2018, 52:00 Min., Buch und Regie: Marie Guilloux, Produktion: Schuch Productions, arte France, Bibliothèque nationale de France, Erstsendung: 23. September 2018 bei arte, Inhaltsangabe von ARD, online-Video aufrufbar bis zum 21. November 2018. U.a. mit Alexandre Tharaud, Leonard Bernstein, Pierre Boulez, Julie Fuchs, Alphonse Cemin (p), Simon Ghraichy, Philippe Jordan, Barbara Hannigan, Nicolas Le Riche.